# Ekrem Boyalı
Ekrem Boyalı (Konya, 15 de julio de 1970) es un deportista turco que compitió en taekwondo. Ganó dos medallas en el Campeonato Mundial de Taekwondo en los años 1991 y 1997, y tres medallas en el Campeonato Europeo de Taekwondo entre los años 1990 y 1996.

## Palmarés internacional
| Campeonato Mundial | Campeonato Mundial   | Campeonato Mundial | Campeonato Mundial |
| Año                | Lugar                | Medalla            | Categoría          |
| ------------------ | -------------------- | ------------------ | ------------------ |
| 1991               | Atenas (Grecia)      | Medalla de bronce  | –58 kg             |
| 1997               | Hong Kong (China)    | Medalla de plata   | –64 kg             |
| Campeonato Europeo |                      |                    |                    |
| Año                | Lugar                | Medalla            | Categoría          |
| 1990               | Århus (Dinamarca)    | Medalla de bronce  | –54 kg             |
| 1992               | Valencia (España)    | Medalla de plata   | –64 kg             |
| 1996               | Helsinki (Finlandia) | Medalla de plata   | –64 kg             |